# Koblenzer Literaturpreis
Der Koblenzer Literaturpreis war ein Literaturpreis, den das Institut für Germanistik der Universität Koblenz, der Freundeskreis der Universität sowie das Theater Koblenz gestiftet hatten. Mit ihm wurden von 2000 bis 2012 Einzelwerke (maximal drei) von Schriftstellern geehrt, die „neue literarische Wege ... gehen“ (lt. Vergaberichtlinien), oder ein entsprechendes Gesamtwerk bereits vorliegen hatten.
Die Auszeichnung wollte damit außerdem Autoren würdigen, die entweder in der Region Mittelrhein leben oder deren Texte diese Region thematisieren. Sie war dank Unterstützung der Volksbank Koblenz Mittelrhein e. G. und der Signal-Iduna-Versicherungen Koblenz mit 13.000 Euro dotiert.

## Preisträger
- 2012 Daniela Dröscher für Die Lichter des George Psalmanazar
- 2009 Jörg Matheis
- 2006 Hanns-Josef Ortheil für sein bisheriges Gesamtwerk
- 2003 Annegret Held für Die Baumfresserin
- 2000 Norbert Scheuer für Der Steinesammler